# Myonera canariensis
Myonera canariensis is een tweekleppigensoort uit de familie van de Cuspidariidae. De wetenschappelijke naam van de soort is voor het eerst geldig gepubliceerd in 1985 door De Boer.